# ビキニンジャ
ビキニンジャ（英文表記：BIKININJA）とは、クリエイターチーム・SUDACCIと漫画家・わんぱくが考案したビキニ水着スタイルの女性忍者キャラクターである。

## コミック
BIKININJA 空振りシュリケン
- BIKININJA 空振りシュリケン （RUNZAN MAGAZINE）
  - ＃1 著：わんぱく, SUDACCI  2012年10月25日発売 ISBN 978-4-90-5477-02-0

ビキニンジャ♥ドキッ
- パイロット版 著：わんぱく, SUDACCI （レプリカント・竹書房）

ビキマガデコポン
- ビキマガデコポン （RUNZAN MAGAZINE）
  - Volume 01 [2nd Slice] 著：わんぱく, 山本 七式, 山本 清史, MALINO, SH@RP, きよ○, 西村 キヌ, SUDACCI 2011年8月31日発売 ISBN 978-4-90-5477-00-6
  - Volume 02 著：山本 七式, 山本 清史, わんぱく, きらり屋, きよ○, 田中 雅人, tsuina, 北条 晶, 藤本 和也, 島田 フミカネ, SUDACCI 2012年1月25日発売 ISBN 978-4-90-5477-01-3

## ミュージック
- ビキニンジャ・主題歌 （RUNZAN MUSIC）
  - ビキニンジャ・主題歌CD - Runner Girl BIKININJA アーティスト：￥Cuスタ平, のみこ 2012年7月25日発売 EAN 4560369553013

## フィギュア
ビキニンジャ♥ドキッ
- ビキニンジャ・ゆりか 原型：松浦卓矢 2006年8月20日発売
  - レプリカント・竹書房 VOL.18-24に製作記事掲載

ビキニンジャ♦オルタ
- ビキニンジャ・ひかり 原型：桜文鳥 2007年2月25日発売
  - レプリカント・竹書房 VOL.25-27に記事掲載
- ビキニンジャ・あずさ 原型：桜文鳥 2009年5月6日発売
  - レプリカント・竹書房 VOL.33に記事掲載
- ビキニンジャ・つばめ 原型：桜文鳥 2009年5月6日発売
  - レプリカント・竹書房 VOL.33に記事掲載

## ノベル
ビキニンジャ♥ドキッ
- ビキニンジャ♥ドキッ （ガガガ文庫・小学館）
  - 1巻 著：瑞浪片奈&チームビキニンジャ 2007年11月16日発売 ISBN 978-4-09-451037-9
  - 2巻 著：わんぱく&チームビキニンジャ 2008年12月18日発売 ISBN 978-4-09-451106-2